# Animace ovlivněná stylem anime
Animace ovlivněná stylem anime (anglicky anime-influenced animation) je termín, který odkazuje na animovaná díla, jež jsou podobná nebo se inspirují stylem anime, avšak při tom nepochází z Japonska. Obvykle je pojmem anime míněna právě japonská animace. Díky její rostoucí popularitě se západní animační studia rozhodla některé vizuální styly a prvky přebírat a vytvářet vlastní díla.
Ačkoli se mimo Japonsko pojem anime používá zejména pro z Japonska pocházející animovaný styl, který je charakteristický svou barevnou grafikou, živými postavami a fantastickými tématy, vedou se debaty, zdali lze pojem, jehož význam vychází z japonské animované kultury, použít i pro animovanou produkci, která byla vyrobena v jiných státech.